# Luxemburgo en los Juegos Olímpicos de Los Ángeles 1984
Luxemburgo estuvo representado en los Juegos Olímpicos de Los Ángeles 1984 por cinco deportistas, cuatro hombres y una mujer, que compitieron en tres deportes.
La portadora de la bandera en la ceremonia de apertura fue la tiradora con arco Jeannette Goergen-Philip. El equipo olímpico luxemburgués no obtuvo ninguna medalla en estos Juegos.